# Psychotria cadigensis
Psychotria cadigensis är en måreväxtart som beskrevs av Elmer Drew Merrill. Psychotria cadigensis ingår i släktet Psychotria och familjen måreväxter. Inga underarter finns listade i Catalogue of Life.